# Удзи (канонерская лодка)
«Удзи» (яп. 宇治) — паровая канонерская лодка Японского Императорского флота. Названа в честь города Удзи (префектура Киото).

## Проект
После японо-китайской войны (1894—1895), Императорский флот выработал требования к строящимся судам, предназначенным для патрулирования на мелководье у берегов Китая (в дополнение к уже находившейся там канонерской лодке «Осима»). За образец был взят проект канонерской лодки типа «Брэмбл» британского Королевского флота), которая была спущена на воду в 1898 году.

## Строительство
«Удзи» была заложена на верфи военно-морского арсенала Куре в сентябре 1902 года, спущена на воду 14 марта 1903 года и завершена 11 августа 1904 года. Зачислена в списки флота как канонерская лодка 2-го класса.

## Конструкция
Корпус судна — металлический, двигатель — паровая машина тройного расширения, вращавшая два винта. В отличие от предыдущих японских канонерок, (и той же «Осимы»), на ней уже не ставилось парусное вооружение.
Её небольшие размеры и огневая мощь, а также низкая мореходность — ограничивали зону действий патрульной службы прибрежными водами Жёлтого моря, а осадка в 2 метра позволяли ей действовать лишь в низовьях Янцзы.

## Служба
Хоть «Удзи» и была закончена постройкой уже после начала русско-японской войны, однако, ей пришлось поучаствовать в Цусимском сражении.
После окончания войны базировалась на Шанхай, защищая проживавших там японских граждан, а равно и коммерческие интересы Японии в Китае.
1 апреля 1936 года исключена из списков флота, и 25 августа того же года отправлена на слом.